# Agouraï

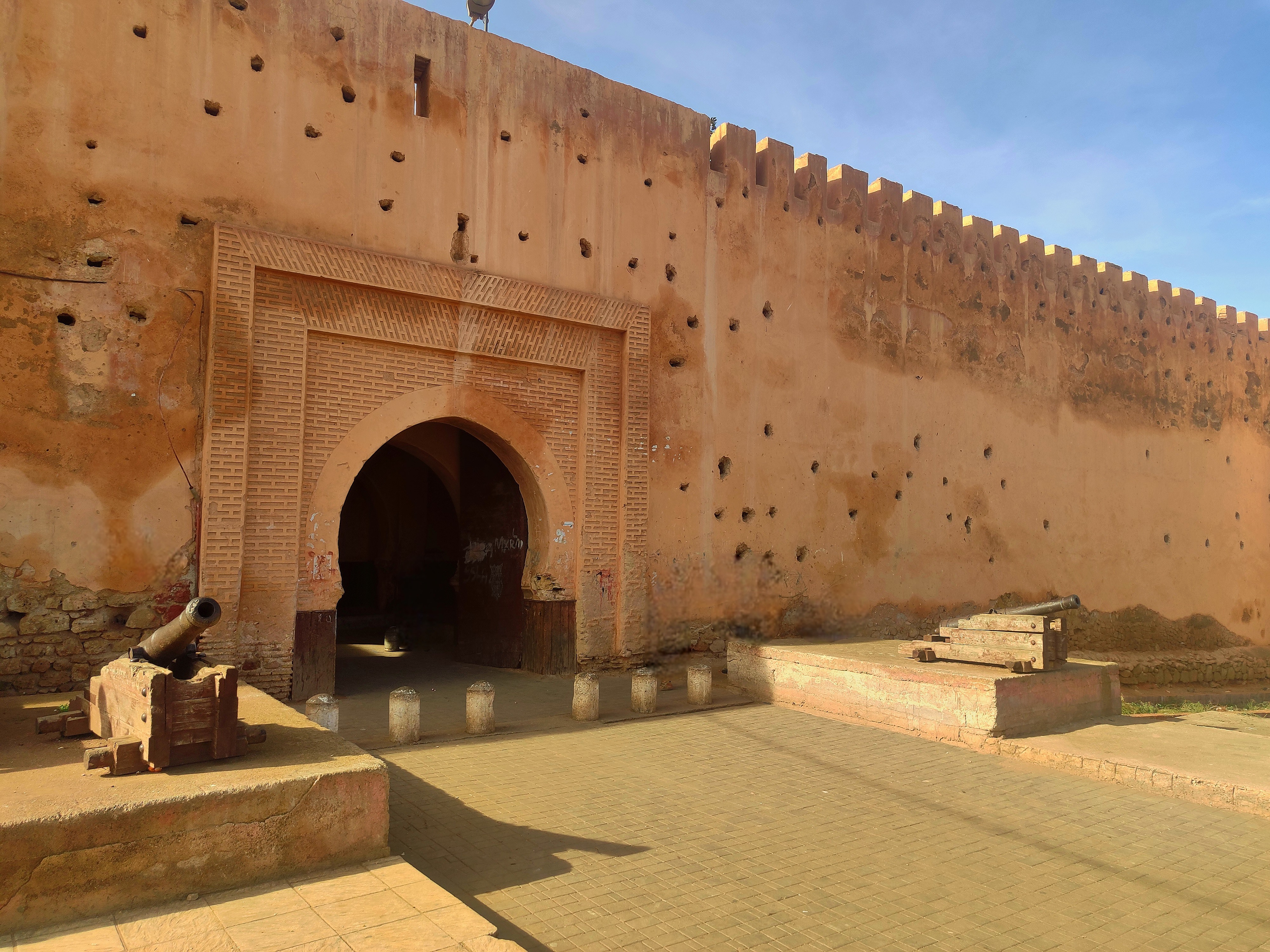
Agouraï – Kasbah

Agouraï (Zentralatlas-Tamazight ⴰⴳⵓⵔⴰⵢ Aguray; arabisch اݣوراي) ist eine Stadt und Hauptort einer Landgemeinde (commune rurale) mit etwa 20.000 Einwohnern in der marokkanischen Provinz El Hajeb in der Region Fès-Meknès.

## Lage und Klima
Agouraï liegt auf dem Nordhang des Mittleren Atlas etwa 30 km südlich von Meknès in einer Höhe von ca. 930 m; bis nach Azrou, dem Verkehrsdrehkreuz im Gebirge, sind es ca. 60 km. Das Wetter ist wegen der Höhenlage für marokkanische Verhältnisse oft kühl und regnerisch. 

## Bevölkerung
| Jahr      | 1994   | 2004   | 2014   | 2024   |
| Einwohner | 10.033 | 13.291 | 16.651 | 19.158 |

Die Bevölkerung besteht in der Hauptsache aus in den letzten Jahrzehnten des 20. Jahrhunderts zugewanderten Berbern. Man spricht den regionalen Berberdialekt, aber auch Marokkanisches Arabisch.

## Wirtschaft
Die Gemeinde ist überwiegend landwirtschaftlich orientiert. In der Stadt haben sich Kleinhändler und Dienstleistungsunternehmen aller Art angesiedelt.

## Geschichte
Bis ins 18. Jahrhundert hinein war Agouraï nur ein kleines, von Berbern des Guerouanne-Stammes bewohntes Bergdorf. Der Alawiden-Sultan Moulay Ismail ließ zum Schutz der fruchtbaren Sais-Ebene und zur Kontrolle der ewig unruhigen Stämme eine Festung (kasbah) erbauen.

## Sehenswürdigkeiten
- Die aus Stampflehm vermischt mit kleinen Steinen erbaute Kasbah stammt aus der Zeit Moulay Ismails (reg. 1672–1727); sie umfasst ein Geviert von ca. 100 m Seitenlänge.
- Das Minarett der Kasbah-Moschee ist im unteren Bereich mit hochrechteckigen Bogenfeldern geschmückt.